# سيدان (أصفهان)
سيدان هي قرية في مقاطعة أصفهان، إيران. يقدر عدد سكانها بـ 227 نسمة بحسب إحصاء 2016.